# Virginio Fasan
Le Virginio Fasan (numéro de coque F591) est une frégate lance-missiles de Marina militare, la première unité de classe FREMM à être spécialisée dans la lutte anti sous-marine. Il porte le nom du chef mécanicien de 3e classe Virginio Fasan, tombé le 9 septembre 1943 en détruisant le SLC sur laquelle il était embarqué pour ne pas le remettre aux Allemands.

## Histoire

### Le lancement
Samedi 31 mars 2012, aux installations de Fincantieri à Riva Trigoso (GE), la cérémonie de lancement (symbolique, due aux conditions de vent) a eu lieu en présence du chef d' état-major de la défense, Biagio Abrate, du chef d'état-major de la marine Amiral militaire de l'équipe Luigi Binelli Mantelli et du directeur général de Fincantieri Giuseppe Bono. 
La marraine du navire était Gina Fasan, fille de l'officier.

## Caractéristiques

### Systèmes d'armes
- 4 missiles Teseo Mk2 / A ASuW et pour cibles terrestres
- 4 missiles Milas ASW et ASuW
- 16 cellules VLS Sylver pour MBDA Aster
- 15 et 30 antiaériens et antimissiles
- provision pour 16 cellules VLS Sylver supplémentaires
- 2 canons Super Rapid de calibre 76/62 mm
- capacité de tir pour munitions Davide
- 2 mitrailleuses OTO Melara KBA 25/80
- 2 lanceurs SLAT pour les déceptions anti-torpilles
- 2 lance-roquettes SCLAR-H pour déception ECM et bombardement côtier
- 2 systèmes tri-tubes pour le lancement de torpilles MU-90

### Commandement et contrôle
- Radar de découverte aérienne MFRA
- Radar de découverte de surface MM SPS - 791
- Radar de navigation MM SPN - 753
- Sonar Discovery UMS 4110 CL
- Sonar de navigation MAS
- Système de commande et de contrôle CMS